# Mancor de la Vall
Mancor de la Vall là một đô thị trên đảo Mallorca, thuộc quần đảo Baleares, Tây Ban Nha.